# Operace Entebbe

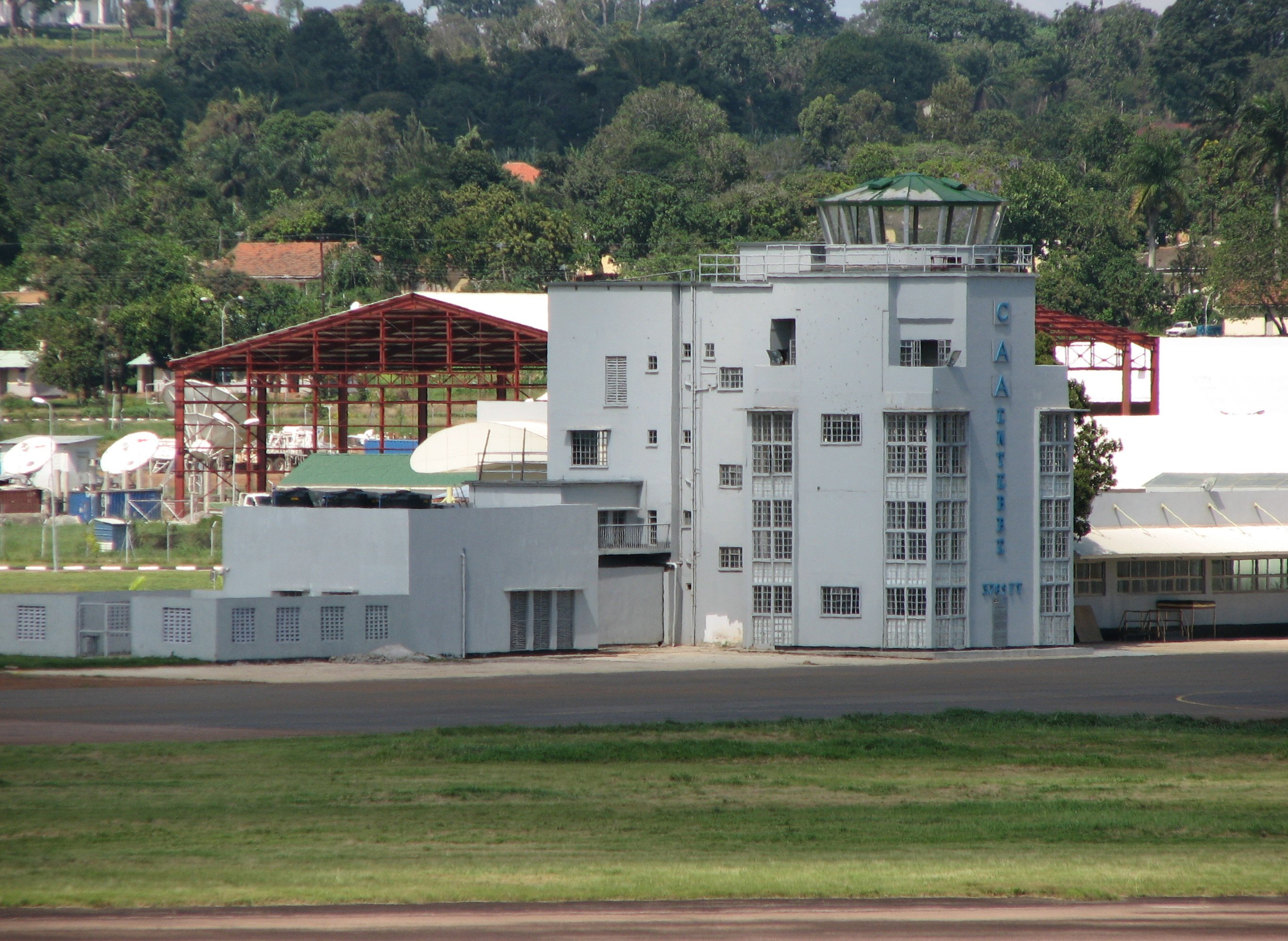
Stará budova terminálu mezinárodního letiště Entebbe na fotografii z roku 2008.

Operace Entebbe známá také jako operace Blesk (Operation Thunderbolt) (hebrejsky כדור הרעם‎, Kadur ha-ra'am) či jako operace Jonatan (מבצע יונתן‎, mivca Jonatan) byla záchranná protiteroristická akce na osvobození rukojmí unesených palestinskými teroristy, kterou provedla speciální jednotka izraelské armády Sajeret Matkal v noci ze 3. na 4. července 1976 (6. tamuz 5736) na letišti Entebbe v Ugandě. Rukojmí byli pasažéři letu 139 společnosti Air France z Tel Avivu do Paříže.
Původní kódové označení izraelské armády bylo operace Blesk (nebo operace Kulový blesk). Mise však byla zpětně přejmenována na operaci Jonatan, k uctění památky padlého velitele zásahové jednotky Sajeret Matkal, podplukovníka Jonatana „Joniho“ Netanjahu, který byl během mise zabit. Ze 106 rukojmích byli čtyři zabiti a pět členů izraelského komanda bylo zraněno.

## Únos
Únos letounu naplánoval vůdce radikální palestinské teroristické organizace Lidová fronta pro osvobození Palestiny (LFOP) dr. Wadía Haddád. Za cíl zvolil dopravní letoun Airbus A300B4-203 imatrikulace F-BVGG (c/n 019) společnosti Air France na lince Tel Aviv – Paříž. Při mezipřistání tohoto letu 27. června v Athénách na palubu nastoupil německý „manželský pár“ Brigitte Kuhlmann a Wilfried Böse (členové organizace Revoluční buňky) a dva Palestinci. Osm minut po startu letadla jej ovládli a zajali všech 248 cestujících a posádku. Následně pak odklonili směr letu do libyjského Benghází, kde doplnili palivo. Poté odletěli na letiště Entebbe do Ugandy, kde vládl sympatizující diktátor Idi Amin. Ten se následně stal prostředníkem mezi teroristy a izraelskou vládou. Dne 29. června oznámil Amin izraelské vládě, že teroristé požadují propuštění 53 odsouzených palestinských teroristů a jejich odlet do Entebbe, jinak budou rukojmí zabiti. Na výzvu reagovali tehdejší premiér Jicchak Rabin a ministr obrany Šimon Peres tak, že jsou ochotni vyjednávat.
Mezitím izraelské komando Sajeret Matkal začalo připravovat vyhodnocování možné záchranné akce. Ta se ukázala být reálnou poté, co bylo ultimátum teroristů posunuto o 72 hodin a bylo propuštěno přibližně 150 neizraelských cestujících. Propuštění bylo nabídnuto i posádce letadla, ta se však rozhodla dobrovolně zůstat s izraelskými zajatci. Během získaných tří dnů mohlo izraelské komando naplánovat akci. Výhodou pro ně bylo také to, že agenti Mosadu podrobili navrátivší rukojmí v Paříži výslechu a vyzvěděli od nich přesné informace o rozmístění rukojmích, únosců a ugandských vojáků. Další výhodou bylo, že Izrael vlastnil plány budovy, v níž teroristé drželi rukojmí, jelikož budovu postavila izraelská stavební společnost. Vojáci pak 3. července seznámili Rabina a Perese se svým plánem, který byl přijat.

## Národnosti unesených
| Národnost              | Pasažéři | Posádka | Celkem |
| ---------------------- | -------- | ------- | ------ |
| Belgie                 | 4        | 0       | 4      |
| Dánsko                 | 2        | 0       | 2      |
| Francie                | 42       | 12      | 54     |
| Itálie                 | 9        | 0       | 9      |
| Izrael                 | 84       | 0       | 84     |
| Japonsko               | 1        | 0       | 1      |
| Jižní Korea            | 1        | 0       | 1      |
| Německo                | 1        | 0       | 1      |
| Řecko                  | 25       | 0       | 25     |
| Spojené království     | 30       | 0       | 30     |
| Spojené státy americké | 32       | 0       | 32     |
| Španělsko              | 5        | 0       | 5      |
| Celkem                 | 248      | 12      | 260    |

## Záchranná mise

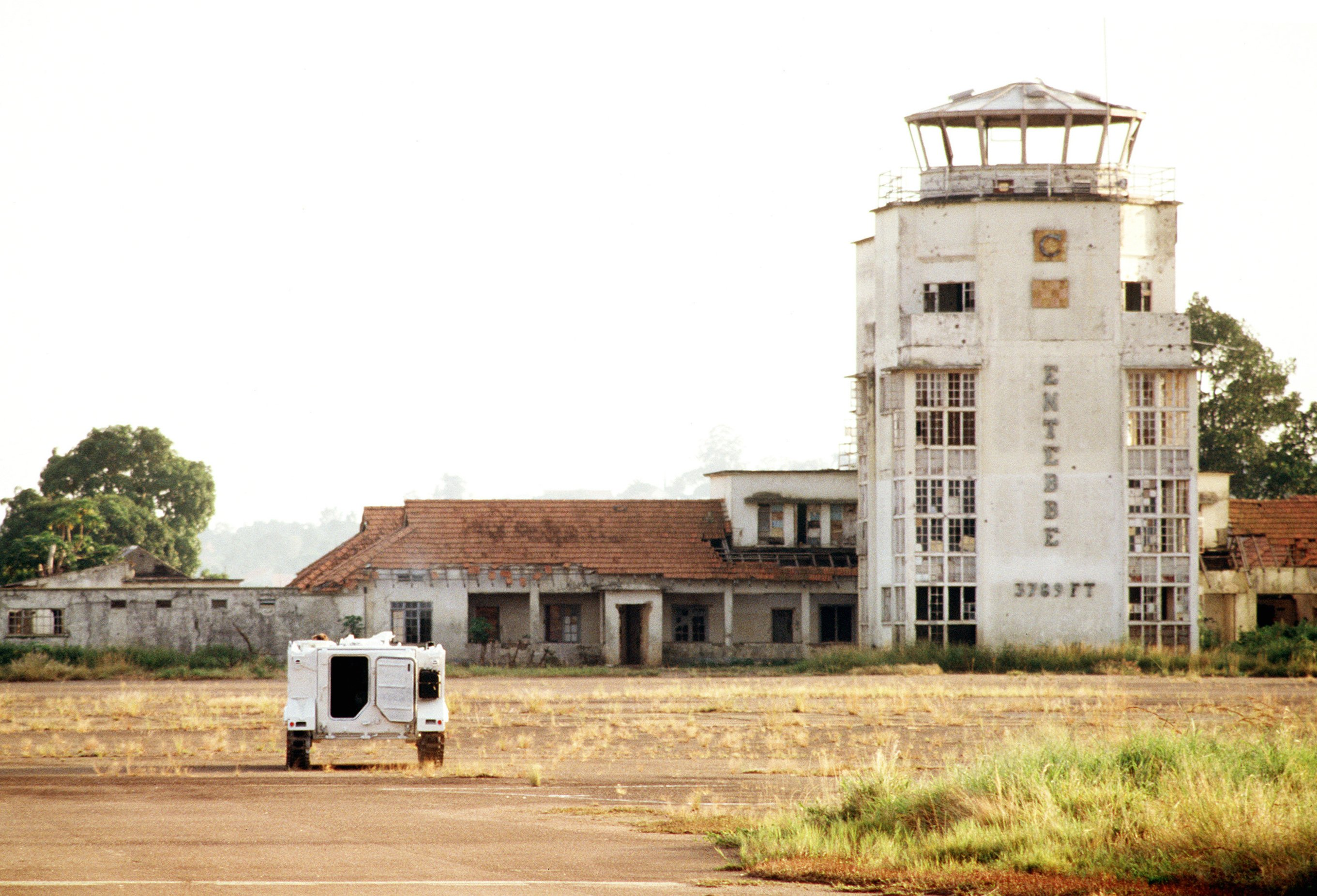
Letiště v Entebbe

Záchranná mise čítající zhruba 200 izraelských vojáků, odletěla 3. července v 15 hodin z letecké základny Ofir (dnes egyptský Šarm aš-Šajch). Její součástí byly čtyři izraelské vojenské letouny C-130H Hercules 131. peruti a velitelský letoun Boeing 707. Letouny letěly sedm hodin podél východoafrického pobřeží. Poté se první Hercules zavěsil za pravidelný britský nákladní let, aby nebyl zpozorován řídící věží v Entebbe. Z letounu byla vysazena parajednotka, která pro potřeby zbylých letounů na ranvej umístila přenosná přistávací světla. První letoun pak zajel do tmavého kouta letiště, kde z něj zbylí vojáci vyložili černý Mercedes-Benz a dva Land Rovery, které byly upraveny tak, aby odpovídaly vzhledu vozu prezidenta Amina a jeho doprovodu.
Tři auta se ihned vypravila k budově s rukojmími, vojáci vtrhli dovnitř, zabili všech sedm teroristů držících stráž a rukojmí přepravili do letounu. Mezitím nad oblastí kroužil velitelský Boeing 707, který po přesunu rukojmích dal instrukce k přistání zbylých tří letounů Hercules. Z těch bylo vyloženo několik obrněných aut a vojáci, kteří následně odrazili ugandské vojáky.
Celý přepad trval od přistání prvního letounu do jeho odletu se zachráněnými rukojmími 57 minut. O 42 minut později z letiště Entebbe odstartoval poslední letoun Hercules. Letouny měly na cestě do Izraele mezipřistání v Keni, kde doplnily palivo.
Během akce zahynul velitel přepadového oddílu, podplukovník Jonatan Netanjahu a zraněno bylo 5 členů komanda.
Ze 106 rukojmí byli 3 zabiti střelbou (dva muže si členové komanda spletli s teroristy a jedna žena zahynula v křížové palbě), 10 rukojmí bylo zraněno. Sedmdesátičtyřletá Dora Blochová byla ještě před akcí ze zdravotních důvodů propuštěna a převezena mimo letiště – do nemocnici v Kampale, kde ji následně zavraždili pomstychtiví ugandští vojáci (její ostatky se našly až po pádu Aminova režimu).
Jelikož zde byla možnost, že by Uganďané podporující únosce mohli chtít bezbranné dopravní letouny pronásledovat a sestřelit, zvláštní skupina přepadového komanda během akce zničila 11 stíhacích letounů MiG-17 a MiG-21, které se nacházely na letišti a představovaly prakticky celé ugandské válečné letectvo.